# Villié-Morgon
Villié-Morgon est une commune française, située dans le département du Rhône en région Auvergne-Rhône-Alpes.

## Géographie
Villié-Morgon est située à l'est de Beaujeu et au nord-ouest de Belleville-sur-Saône.

### Climat
Pour des articles plus généraux, voir Climat d'Auvergne-Rhône-Alpes et Climat du Rhône.
En 2010, le climat de la commune est de type climat océanique dégradé des plaines du Centre et du Nord, selon une étude du Centre national de la recherche scientifique s'appuyant sur une série de données couvrant la période 1971-2000. En 2020, Météo-France publie une typologie des climats de la France métropolitaine dans laquelle la commune est exposée à un climat de montagne ou de marges de montagne et est dans une zone de transition entre les régions climatiques « Bourgogne, vallée de la Saône » et « Nord-est du Massif Central ». 
Pour la période 1971-2000, la température annuelle moyenne est de 11,2 °C, avec une amplitude thermique annuelle de 17,5 °C. Le cumul annuel moyen de précipitations est de 854 mm, avec 10,2 jours de précipitations en janvier et 7,5 jours en juillet. Pour la période 1991-2020, la température moyenne annuelle observée sur la station météorologique de Météo-France la plus proche, « Vauxrenard », sur la commune de Vauxrenard à 6 km à vol d'oiseau, est de 9,8 °C et le cumul annuel moyen de précipitations est de 1 003,5 mm,. Pour l'avenir, les paramètres climatiques de la commune estimés pour 2050 selon différents scénarios d'émission de gaz à effet de serre sont consultables sur un site dédié publié par Météo-France en novembre 2022.

## Urbanisme

### Typologie
Au 1er janvier 2024, Villié-Morgon est catégorisée commune rurale à habitat dispersé, selon la nouvelle grille communale de densité à sept niveaux définie par l'Insee en 2022.
Elle est située hors unité urbaine et hors attraction des villes,.

### Occupation des sols
L'occupation des sols de la commune, telle qu'elle ressort de la base de données européenne d’occupation biophysique des sols Corine Land Cover (CLC), est marquée par l'importance des territoires agricoles (89,6 % en 2018), en diminution par rapport à 1990 (90,7 %). La répartition détaillée en 2018 est la suivante : 
cultures permanentes (74,3 %), prairies (14,5 %), zones urbanisées (6,2 %), forêts (4,1 %), zones agricoles hétérogènes (0,8 %). L'évolution de l’occupation des sols de la commune et de ses infrastructures peut être observée sur les différentes représentations cartographiques du territoire : la carte de Cassini (XVIIIe siècle), la carte d'état-major (1820-1866) et les cartes ou photos aériennes de l'IGN pour la période actuelle (1950 à aujourd'hui).

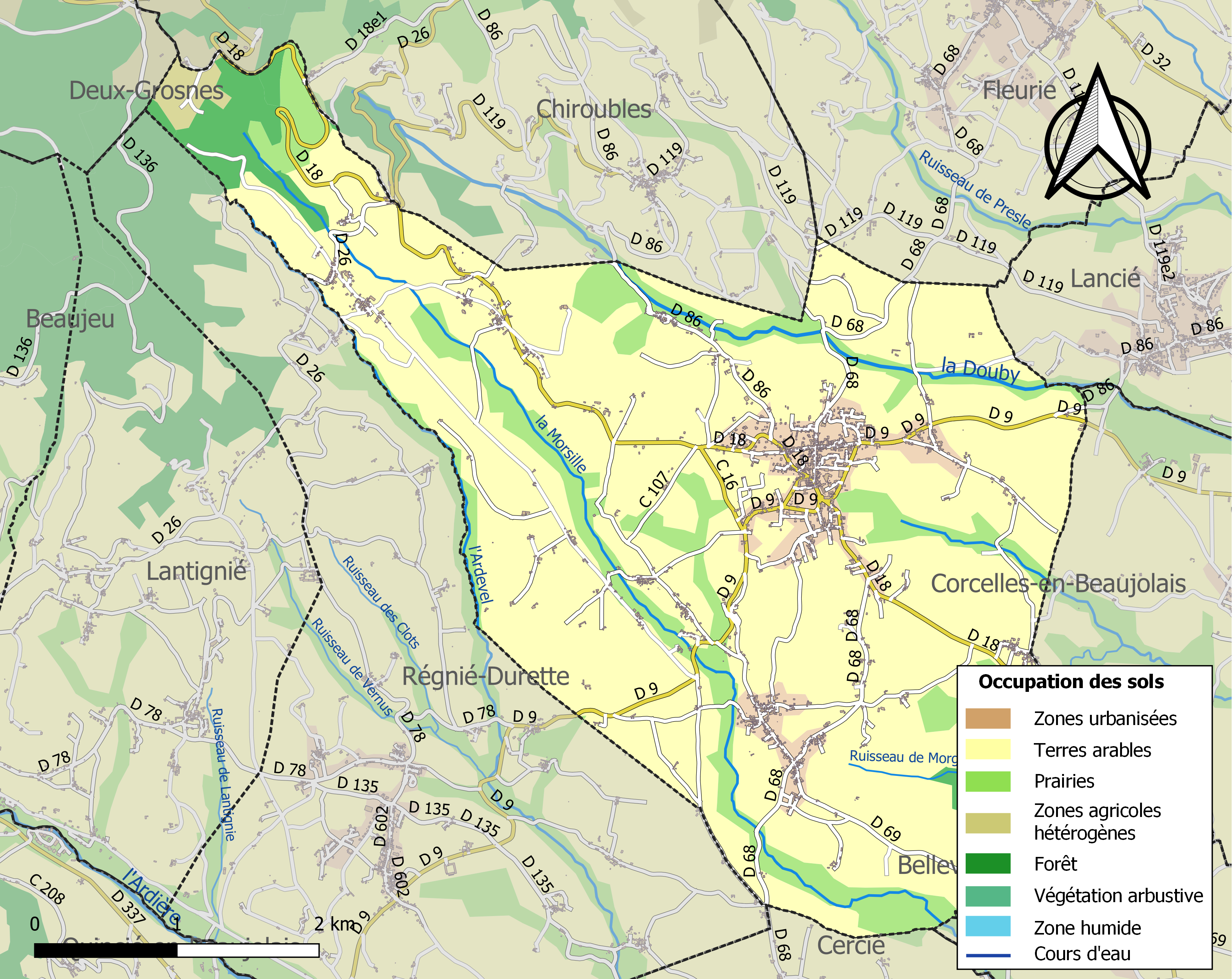
Carte des infrastructures et de l'occupation des sols de la commune en 2018 (CLC).

## Politique et administration
| Période                                  | Période    | Identité          | Étiquette | Qualité                                                           |
| ---------------------------------------- | ---------- | ----------------- | --------- | ----------------------------------------------------------------- |
| ?                                        | ?          | Alphonse Joubert  | SFIO      | Agriculteur Conseiller général du canton de Beaujeu (1928 → 1930) |
| ?                                        | ?          | Henri Longepierre | PCF       | Viticulteur Conseiller général du canton de Beaujeu (1945 → 1949) |
| Les données manquantes sont à compléter. |            |                   |           |                                                                   |
| 1970                                     | mars 1977  | André Soulier     | UDF-PR    | Avocat                                                            |
| mars 1977                                | mars 2008  | André Gauthier    | PRG       | Viticulteur                                                       |
| mars 2008                                | avril 2020 | Pierre Savoye     | DVD       | Agriculteur retraité                                              |
| avril 2020                               | En cours   | Thierry Lamure    | DVD       |                                                                   |
| Les données manquantes sont à compléter. |            |                   |           |                                                                   |

## Démographie
L'évolution du nombre d'habitants est connue à travers les recensements de la population effectués dans la commune depuis 1793. Pour les communes de moins de 10 000 habitants, une enquête de recensement portant sur toute la population est réalisée tous les cinq ans, les populations de référence des années intermédiaires étant quant à elles estimées par interpolation ou extrapolation. Pour la commune, le premier recensement exhaustif entrant dans le cadre du nouveau dispositif a été réalisé en 2004.

En 2022, la commune comptait 2 132 habitants, en évolution de +1,09 % par rapport à 2016 (Rhône : +3,93 %, France hors Mayotte : +2,11 %).
| 1793  | 1800  | 1806  | 1821  | 1831  | 1836  | 1841  | 1846  | 1851  |
| ----- | ----- | ----- | ----- | ----- | ----- | ----- | ----- | ----- |
| 1 525 | 1 575 | 1 734 | 1 962 | 2 145 | 2 146 | 2 316 | 2 402 | 2 395 |

| 1856  | 1861  | 1866  | 1872  | 1876  | 1881  | 1886  | 1891  | 1896  |
| ----- | ----- | ----- | ----- | ----- | ----- | ----- | ----- | ----- |
| 2 331 | 2 452 | 2 608 | 2 571 | 2 579 | 2 234 | 2 172 | 2 225 | 2 276 |

| 1901  | 1906  | 1911  | 1921  | 1926  | 1931  | 1936  | 1946  | 1954  |
| ----- | ----- | ----- | ----- | ----- | ----- | ----- | ----- | ----- |
| 2 334 | 2 299 | 2 143 | 1 745 | 1 622 | 1 571 | 1 566 | 1 535 | 1 538 |

| 1962  | 1968  | 1975  | 1982  | 1990  | 1999  | 2004  | 2006  | 2009  |
| ----- | ----- | ----- | ----- | ----- | ----- | ----- | ----- | ----- |
| 1 565 | 1 586 | 1 551 | 1 516 | 1 522 | 1 614 | 1 724 | 1 740 | 1 886 |

| 2014  | 2019  | 2022  | - | - | - | - | - | - |
| ----- | ----- | ----- | - | - | - | - | - | - |
| 2 084 | 2 137 | 2 132 | - | - | - | - | - | - |

## Culture locale et patrimoine

### Lieux et monuments

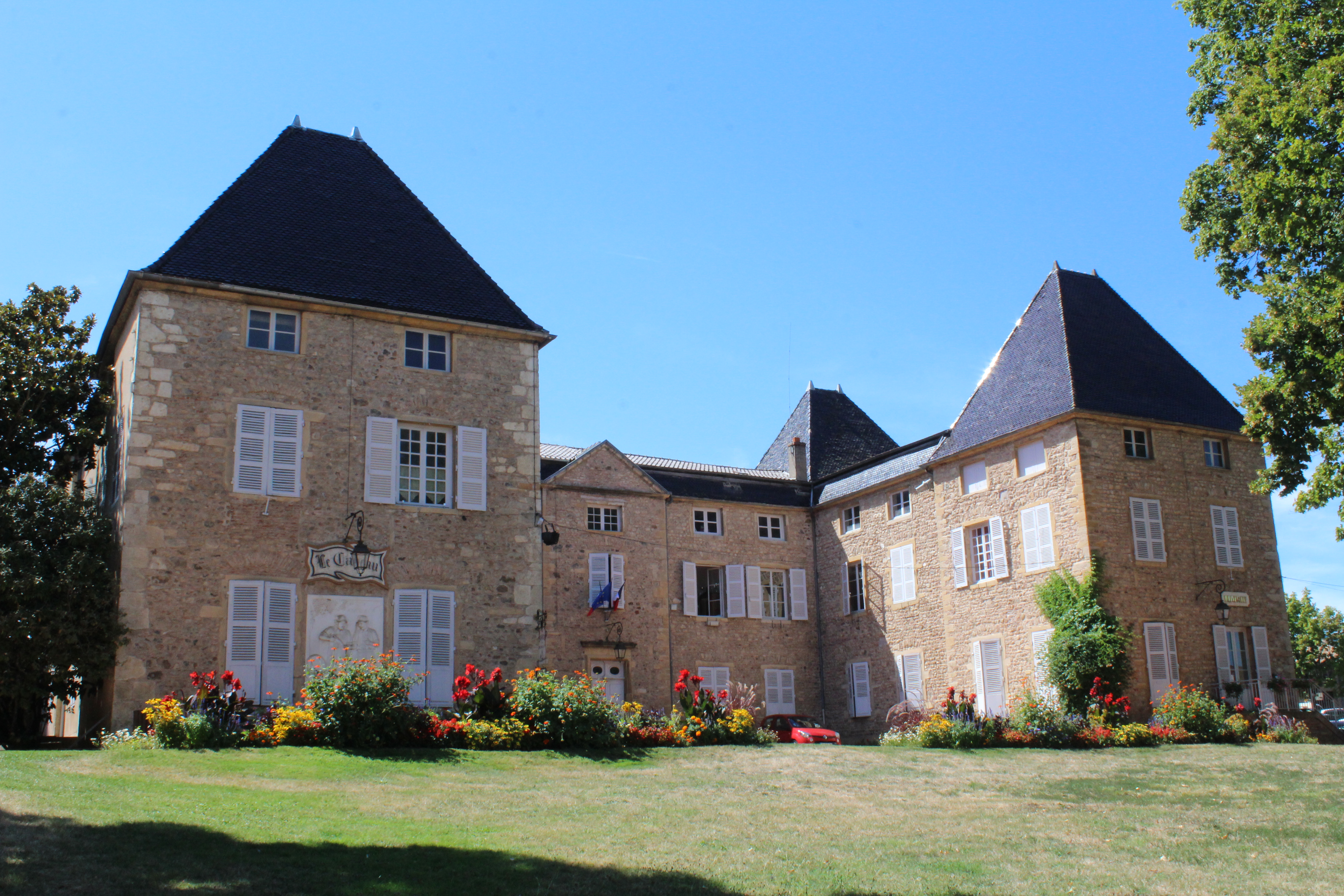
Château de Fontcrenne.

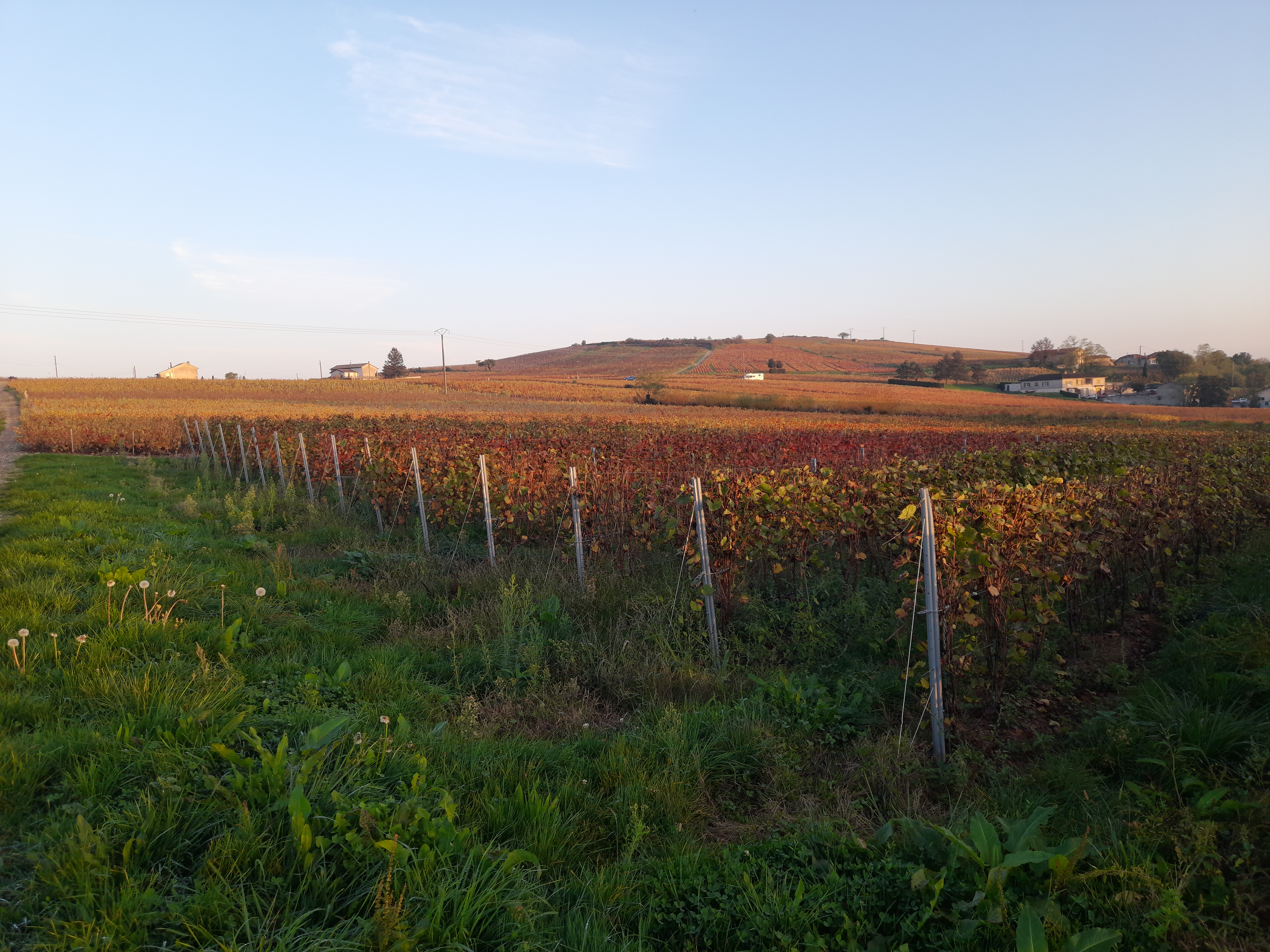
Vue sur la Côte du Py, à Villié-Morgon, en automne depuis un chemin à proximité

- Côte du Py : Colline dominant Villié-Morgon, et offrant un panorama sur le Beaujolais, ainsi que jusqu'aux Alpes. Il y a 2 tables d'orientation[16]. Cette colline constitue l'un des climats du Cru Morgon[17].
- Couvent capucin de Saint-François;
- Château de Fontcrenne (mairie actuelle) ;
- Église à deux clochers de Saint-Joseph-en-Beaujolais : construite entre 1872 et 1882 par les habitants du haut des communes de Chiroubles, de Régnié et de Villié-Morgon, trop éloignés de leurs églises respectives, elle fut ouverte au culte en 1883. L'édifice fut consacré par l'archevêque de Lyon, Mgr Couillé, en 1896. L'abbé Pierre Vernet fut curé de Saint-Joseph de 1886 à 1917. On le surnomma le « saint du Beaujolais ». L'église a deux clochers ; elle possède des vitraux intéressants, des boiseries, un maître-autel en marbre représentant Saint-Joseph, un baptistère, un chemin de croix, trois cloches. Elle est la propriété privée de l'association immobilière de Villié-Morgon. À proximité se trouve une grotte de la Vierge de Lourdes édifiée par le Père Vermet et un chemin de Croix inauguré en 1934 et entouré d'un panorama[18].
- Monastère Sainte-Claire.
- Monument aux morts communal : situé en bordure de la D18, dans le parc devant la mairie. Ce monument est un groupe sculpté par Joanny Durand, en calcaire, sur un socle en granit : deux femmes pleurant et deux enfants, un berceau ; la mémoire des soldats de la Première Guerre mondiale morts au combat est évoquée par la présence d'un casque. Sur le piédestal, on lit l'inscription : VILLIÉ-MORGON À SES ENFANTS /1914-1918/ 1939-1945'  Dans les médaillons, de chaque côté :'ENSE ET ARATRO ("par le fer et la charrue") dans la couronne mortuaire, à droite ;   QUORUM PARS MAGNA FUI ("la foule sans nom") dans le médaillon de gauche. Sur les côtés du piédestal, des plaques ont été ajoutées avec les noms des morts de 1914-1918 (105 morts) 1939-1945 (11 morts), 1946, 1961 (1 mort)[19].

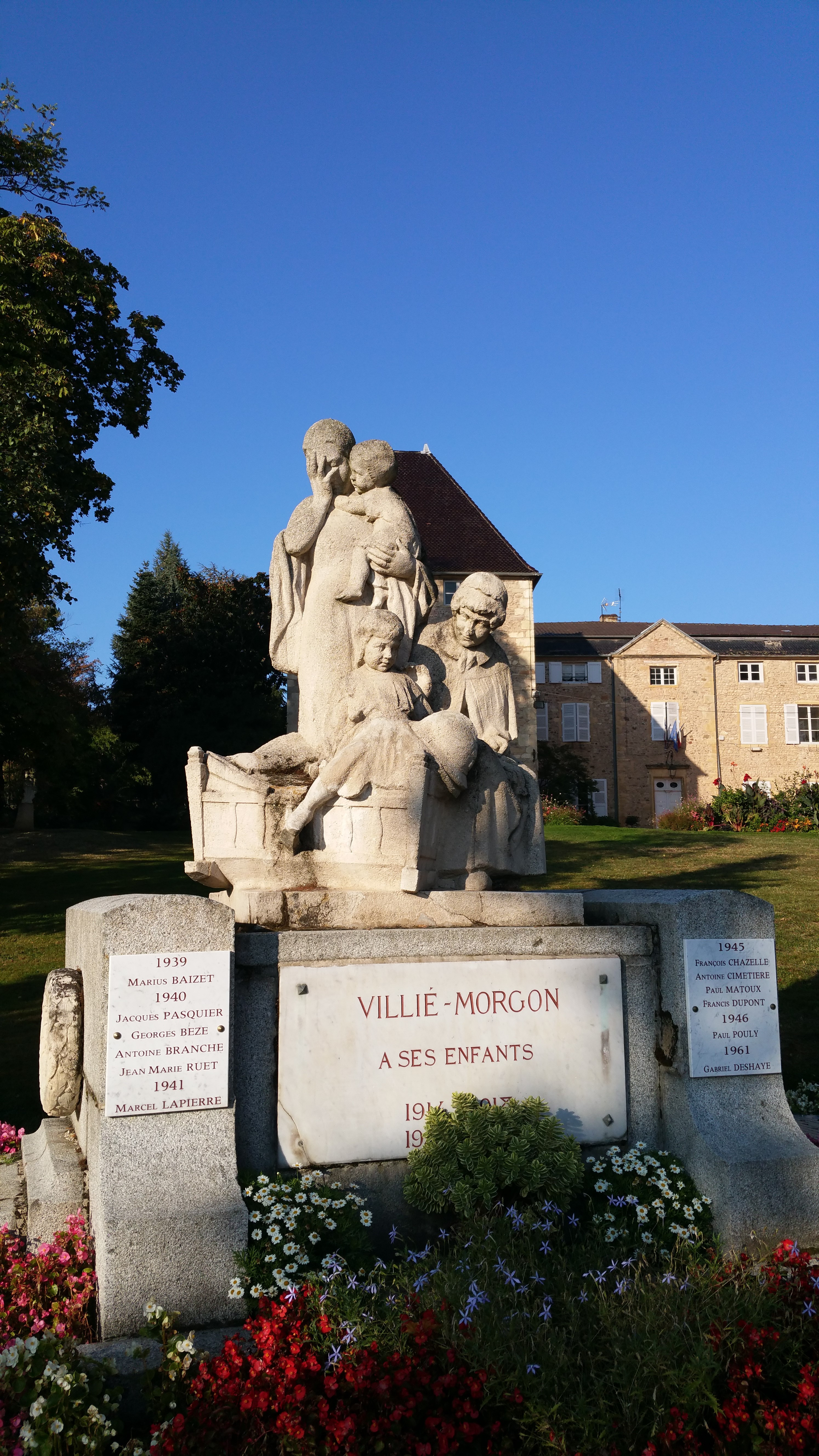
Monument aux morts communal
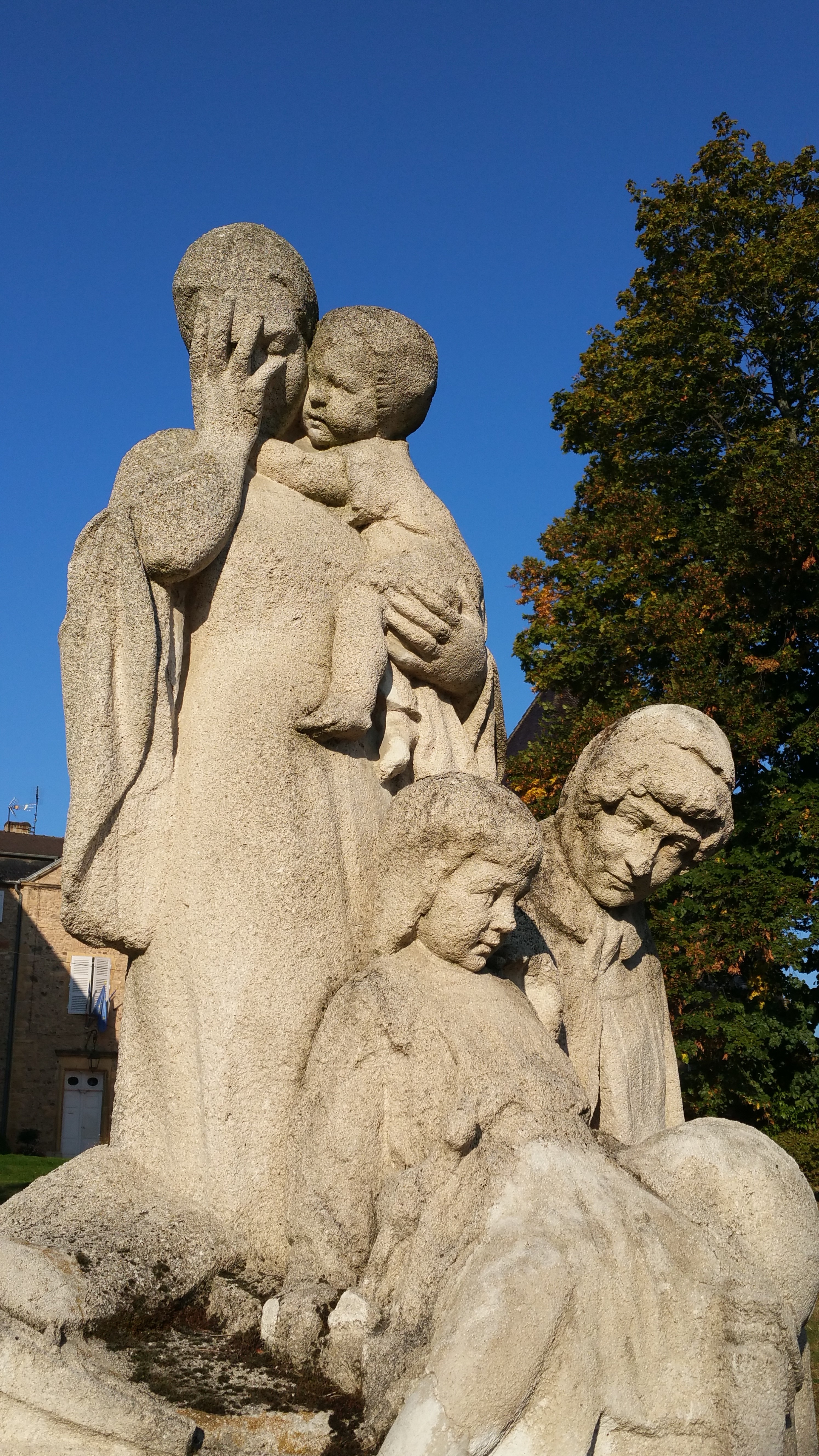
Monument aux morts communal, détail du groupe sculpté de Joanny Durand.

### Espaces verts et fleurissement
En 2014, la commune de Villié-Morgon bénéficie du label « ville fleurie » avec « une fleur » attribuée par le Conseil national des villes et villages fleuris de France au concours des villes et villages fleuris.

### Personnalités liées à la commune
- Démophile Laforest, ancien maire de Lyon et député, est né à Villié en 1795.
- Stéphane Ruet, photographe, y a grandi[21].
- Claude Vermorel, cinéaste y est né en 1906

## Jumelage
- Sasbachwalden (Allemagne) depuis le 2 juillet 1967[22]